# Sitio Histórico Nacional John Muir
El Sitio Histórico Nacional John Muir está ubicado en el Área de la Bahía de San Francisco, en Martinez (California), en el condado de Contra Costa. Conserva la mansión victoriana de estilo italiano de 14 habitaciones donde vivió el naturalista y escritor John Muir, así como una extensión cercana de 325 acres (132 ha) de bosques de robles nativos y pastizales, propiedad de la familia Muir. El sitio principal está en las afueras de la ciudad, en la Ruta Estatal de California 4.

## Historia
La mansión fue construida en 1883 por el doctor John Strentzel, el suegro de Muir, con quien Muir se asoció para administrar su rancho de frutas de 2600 acres (1100 ha). Muir y su esposa, Louisa, se mudaron a la casa en 1890 y él vivió allí hasta su muerte en 1914. En 1897, por la suma de 10 dólares, Muir y Louisa cedieron un derecho de paso al Ferrocarril del Valle de San Francisco y San Joaquín. El documento describe el terreno sobre el que se asienta el  puente ferroviario de caballetes en Martinez. El ferrocarril se completó en 1900.
Mientras vivía aquí, Muir realizó muchos de sus mayores logros, cofundó y se desempeñó como el primer presidente del Sierra Club, a raíz de su batalla para evitar que el Valle Hetch Hetchy del Parque nacional de Yosemite fuera represado, desempeñando un papel destacado en la creación de varios parques nacionales, escribiendo cientos de artículos en periódicos, revistas y varios libros, exponiendo las virtudes de la conservación y el mundo natural, y sentando las bases para la creación del Servicio de Parques Nacionales en 1916.
La casa contiene la "guarida de garabatos" de Muir, como llamó a su estudio y su escritorio original, donde escribió sobre muchas de las ideas que son la base del movimiento de la conservación ambiental.
La casa Muir fue documentada por el Servicio de Edificios Históricos de Estados Unidos en 1960. Se convirtió en un Sitio Histórico Nacional en 1964, es el Monumento Histórico de California #312 y un Monumento Histórico Nacional. También figura en el Registro Nacional de Lugares Históricos.
El Sitio Histórico Nacional John Muir ofrece una película biográfica, recorridos por la casa y paseos por la naturaleza en el monte Wanda.